# Lundu

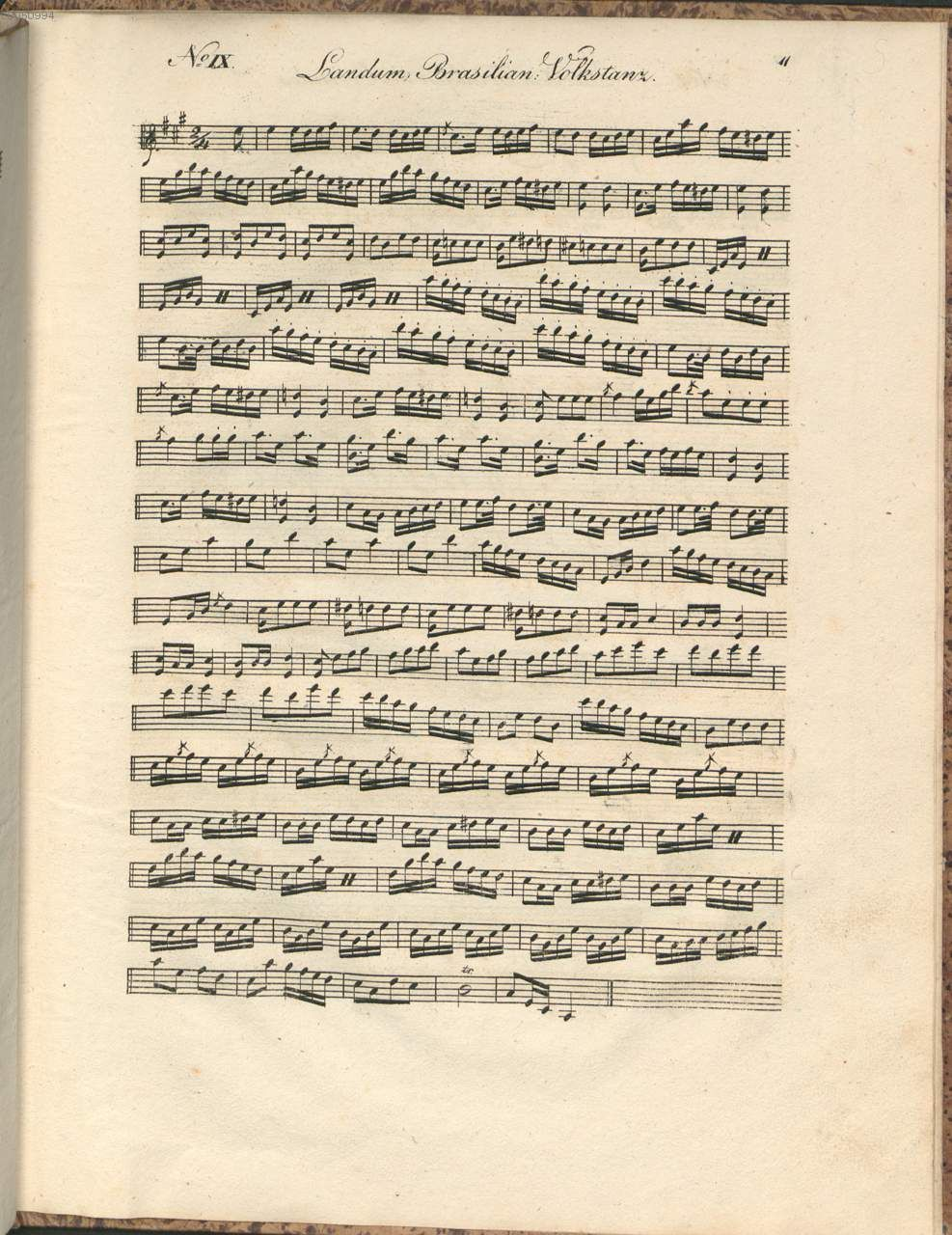
Uno spartito di musica lundu documentato da Von Martius in Brasile, 1817-1820..

Il lundu (scritto anche landu o landum) è uno stile di musica e danza afro-brasiliana che affonda le sue origini nei bantu africani e nella popolazione portoghese.

## Storia
L'interconnessione dei paesi lusofoni risale alla tratta atlantica di schiavi tra Portogallo, Brasile e regioni dell'Africa. Nel XV secolo, i portoghesi erano i principali esportatori di schiavi africani verso le Americhe, e con gli schiavi arrivarono le loro tradizioni musicali. Per tutto il XVII e il XVIII secolo, c'era una massiccia presenza brasiliana in Angola, consentendo uno scambio culturale tra le due colonie portoghesi. Questo scambio permise sottili fusioni di stili musicali tra Angola, Brasile e altri paesi africani al centro del traffico di schiavi. La nascita di una popolazione creola in Brasile portò a ulteriori sviluppi culturali nella lingua, nella religione e nell'arte.

### Diffusione
Documenti dell'Inquisizione del XVIII secolo rivelano che gli europei inizialmente consideravano la gandu e la lundu come stregoneria. Molti schiavisti europei in Brasile tolleravano le danze nel tentativo di evitare la ribellione degli schiavi. Fino alla fine, lo stile esercitò la sua attrazione nei confronti degli europei in Brasile per le sue caratteristiche sensuali e la sua millantata efficacia nel neutralizzare la stregoneria. De Mattos era contrariato dall'indebolimento dei confini tra razze e culture in Brasile, provocato dalla danza e dalla musica.
A poco a poco, la popolarità dello stile lundu crebbe all'interno della popolazione d'élite del Brasile. Nel 1749, il musicista brasiliano Manuel de Almeida Botelho emigrò a Lisbona, portando con sé gli stili musicali modinha e lundu. Nel XIX secolo, il lundu era diventato il genere musicale preferito della borghesia luso-brasiliana. Gli storici hanno definito lo stile «... il [genere di] danza e canto più caratteristico della fine del XVIII secolo in Portogallo e Brasile».

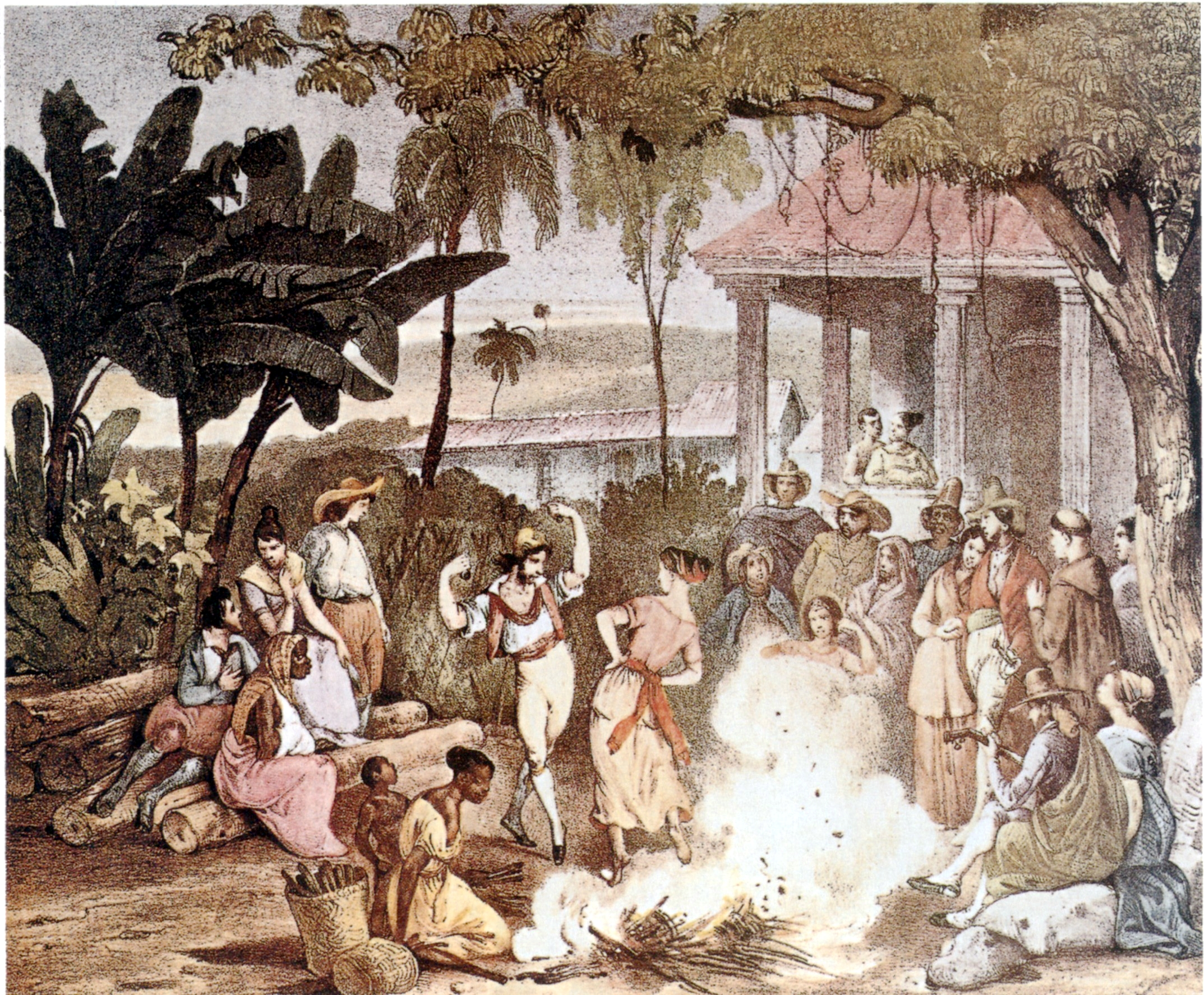
Una performance di lundu nel XVIII secolo, raffigurata in una stampa dell'artista Rugendas.

## Stile
Il lundu è caratterizzato da una struttura variabile, dall'interazione fra armonie toniche dominanti e accordi strimpellati sovrapposti su un ritmo sincopato che ricorda la musica tradizionale dell'Africa occidentale. È disponibile un numero limitato di registrazioni dello stile lundu tradizionale. Di solito è assimilabile a un rituale di corteggiamento svolto come danza di coppia, accompagnato da una chitarra, o talvolta un pianoforte o una batteria; il lundu è legato al fandango spagnolo e ad altri balli del Nuovo mondo come la zamba argentina, la zamacueca peruviana e il bolero cubano, tutti i quali prevedono, in una certa misura, l'uso di fazzoletti e di nacchere, nonché il tenere le braccia sopra la testa. Nel XIX secolo, il lundu fu una delle fonti del choro, del maxixe e della samba.